# Liesbeth Vosmaer-de Bruin
Liesbeth Vosmaer-de Bruin (Amsterdam, 9 januari 1946) is een voormalige Nederlandse roeister. Ze vertegenwoordigde Nederland op verschillende grote internationale wedstrijden. Eenmaal nam ze deel aan de Olympische Spelen, maar ze won bij die gelegenheid geen medailles.
In 1976 maakte ze haar olympisch debuut op de Olympische Spelen van Montreal op het onderdeel vier met stuurvrouw. Met haar team drong ze door tot de finale en behaalde daar een vijfde plaats met een tijd van 3.54,36.
Vosmaer-de Bruin was lid van de studentenroeivereniging ASR Nereus in Amsterdam.

## Palmares

### roeien (skiff)
- 1977: 7e WK - 3.44,30

### roeien (twee zonder)
- 1979: 4e WK - 3.32,97

### roeien (vier met stuurvrouw)
- 1971: 6e EK in Kopenhagen - 4.11,12
- 1972:  EK in Brandenburg - 3.46,50
- 1973:  EK in Moskou - 3.38,13
- 1974:  WK - 3.31,19
- 1975: 5e WK in Nottingham - 3.32,27
- 1976: 5e OS in Montreal - 3.54,36
- 1978: 7e WK - 3.55,80